# Selección de rugby league de Brasil
La Selección de rugby league de Brasil es el representante de dicho país en los campeonatos oficiales.
Actualmente ocupa la posición 31° en el ranking mundial de la International Rugby League.

## Historia
En 2017 disputa el primer Campeonato Latinoamericano, pierde en semifinales frente a Chile por 8-54 y pierde en la definición del tercer puesto a Colombia por un marcador de 18-22.
En la Copa Sudamericana de Rugby League de 2018 disputada en Brasil, se corona campeón de manera invicta, venciendo a Colombia y Argentina.
Desde el año 2022 se enfrenta al seleccionado Argentino en la denominada Copa Mercosur.

## Partidos disputados
| 17 de noviembre de 2017 | Chile | 54 - 8 | Brasil | Los Ángeles, Chile |  |

| 18 de noviembre de 2017 | Colombia | 22 - 18 | Brasil | Los Ángeles, Chile |  |

| 23 de noviembre de 2018 | Brasil | 54 - 12 | Colombia | São Paulo, Brasil |  |

| 25 de noviembre de 2018 | Brasil | 22 - 20 | Argentina | São Paulo, Brasil |  |

| 22 de febrero de 2020 | Brasil | 30 - 14 | Perú | Sídney, Australia |  |

| 28 de febrero de 2021 | Brasil | 60 - 0 | Uruguay | Sídney, Australia |  |

| 13 de junio de 2021 | Brasil | 8 - 40 | Filipinas | Sídney, Australia |  |

| 5 de junio de 2022 | Brasil | 0 - 82 | Sudáfrica | Noosa, Australia |  |

| 13 de noviembre de 2022 | Argentina | 24 - 30 | Brasil | Buenos Aires, Argentina |  |

| 25 de noviembre de 2022 | Brasil | 20 - 18 | Chile | Jericó, Colombia |  |

| 27 de noviembre de 2022 | Brasil | 56 - 0 | Colombia | Jericó, Colombia |  |

| 2 de diciembre de 2023 | Argentina | 44 - 26 | Brasil | Buenos Aires, Argentina |  |

| 29 de noviembre de 2024 | Brasil | 22 - 44 | Chile | Buenos Aires, Argentina |  |

| 1 de diciembre de 2024 | Argentina | 26 - 28 | Brasil | Buenos Aires, Argentina |  |

## Participación en copas

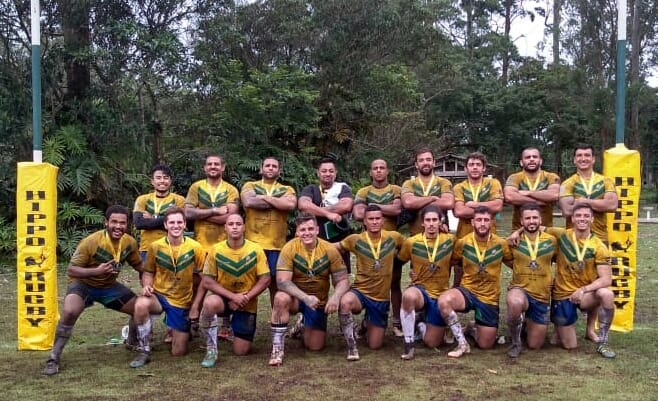
Selección de Brasileña de Rugby League

### Rugby League XIII
- Latinoamericano 2017: 4° puesto (último)
- Copa Sudamericana 2018: Campeón invicto
- Copa Sudamericana 2022: Campeón invicto
- Sudamericano 2024: 3° puesto (último)

### Rugby League IX
- Torneo Latino 2019: 3° puesto

## Palmarés

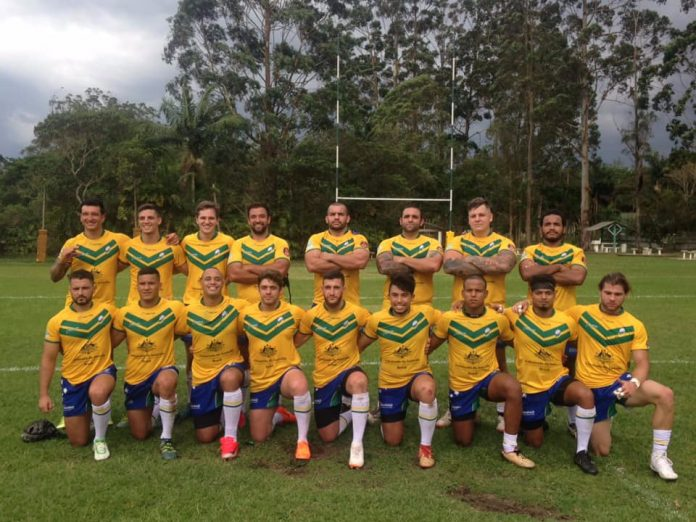
Brasil Rugby League

- Campeonato Sudamericano (2): 2018, 2022
- Copa de Plata Sudamericana (1) : 2018
- Copa Sudamericana M17 (1) : 2018
- Copa Mercosur (1): 2022